# Zemplínska Teplica
Zemplínska Teplica (Hongaars: Szécskeresztúr) is een Slowaakse gemeente in de regio Košice, en maakt deel uit van het district Trebišov.
Zemplínska Teplica telt 1.575 inwoners.